# Präsidentschaftswahl in Belarus 2025

Standarte des Präsidenten

Die Präsidentschaftswahl in Belarus 2025 fand am 26. Januar 2025 statt. Der seit 1994 autoritär regierende Staatspräsident Aljaksandr Lukaschenka wurde dabei laut Staatsmedien für eine siebte Amtszeit gewählt. Allerdings galt die Wahl weder als frei noch fair.

## Hintergrund
Seit dem Zerfall der Sowjetunion und der Etablierung eines unabhängigen belarussischen Staates im Jahre 1991 fanden sechs Präsidentschaftswahlen statt, aus denen stets Aljaksandr Lukaschenka, dem vorgeworfen wird, sein Land diktatorisch zu regieren, als Sieger hervorging. Mit Ausnahme der ersten im Jahr 1994 entsprach keine davon demokratischen Standards, sondern wurden vielfach gefälscht.
Auch die Wahl 2025 war nur eine Scheinwahl, da keine echten Oppositionskandidaten zugelassen waren. Zwei der gegen Lukaschenka antretenden Zählkandidaten, Hajdukewitsch und Syrankou, haben geäußert, keine Zweifel daran zu haben, dass Lukaschenkas Sieg bereits im Vorfeld feststehe.
Gemäß der Verfassung musste die Wahl spätestens am 20. Juli 2025 stattfinden. Erreicht kein Kandidat im ersten Wahlgang die absolute Mehrheit, würde eine Stichwahl notwendig. Dies war bisher jedoch nie der Fall.

## Kandidaten und Wahlergebnisse
Die Zentrale Wahlkommission hat fünf Kandidaten zur Wahl zugelassen, die allesamt als regimetreu gelten. Am 3. Februar 2025 verkündete die Zentrale Wahlkommission das endgültige Wahlergebnis.
| Kandidat               | Einzelheiten                                                          | Foto | Anzahl der abgegebenen Stimmen | Prozentzahl |
| ---------------------- | --------------------------------------------------------------------- | ---- | ------------------------------ | ----------- |
| Aljaksandr Lukaschenka | Amtierender Präsident von Belarus                                     |      | 5.136.293                      | 86,82 %     |
| Aleh Hajdukewitsch     | Vorsitzender der Liberal-Demokratischen Partei                        |      | 119.272                        | 2,02 %      |
| Sjarhej Syrankou       | Erster Sekretär des Zentralkomitees der Kommunistischen Partei        |      | 189.740                        | 3,21 %      |
| Hanna Kanapazkaja      | Unternehmerin                                                         |      | 109.760                        | 1,86 %      |
| Aljaksandr Chischnjak  | Vorsitzender der Republikanischen Partei für Arbeit und Gerechtigkeit |      | 102.789                        | 1,74 %      |

Für die Option "gegen alle" stimmten 213.277 Wählerinnen und Wähler (3,6 %). Die Gesamtzahl der abgegebenen Stimmen betrug 5.916.195 (85,69 % aller Wahlberechtigten). Eine unabhängige Wahlbeobachtung der Wahl fand nicht statt.

## Kritik
Bereits die letzte Wahl im Jahr 2020 traf auf breite international Kritik und löste Massenproteste im Land aus, die gewaltsam niedergeschlagen wurden. Vor diesem Hintergrund gab es im Vorfeld der Abstimmung kritische Stellungnahmen hinsichtlich der Legitimation der Wahlergebnisse. Mitglieder der Renew Europe Fraktion im Europäischen Parlament sprachen davon, die Wahl sei eine „Farce“ und riefen dazu auf, die Sanktionen gegen die politisch Verantwortlichen in Belarus auszuweiten. Auch der Außenminister Litauens, Kęstutis Budrys, erhob diese Forderung nach einem Treffen mit Swjatlana Zichanouskaja im Dezember 2024. Der ehemalige US-Außenminister Antony Blinken erklärte am 17. Januar 2025, die Wahl könnte wegen der repressiven Umstände keinesfalls frei und fair sein. Der Generalberichterstatter der Parlamentarischen Versammlung des Europarats für ein demokratisches Belarus, Ryszard Petru, erklärte am 22. Januar 2025: „Die für den 26. Januar 2025 anberaumten sogenannten Präsidentschaftswahlen in Belarus sind eine Farce, bei der dem belarussischen Volk erneut das Recht vorenthalten wird, an freien und fairen Wahlen teilzunehmen“.